# Chiesa di Santa Maria di Loreto (Reggio Calabria)

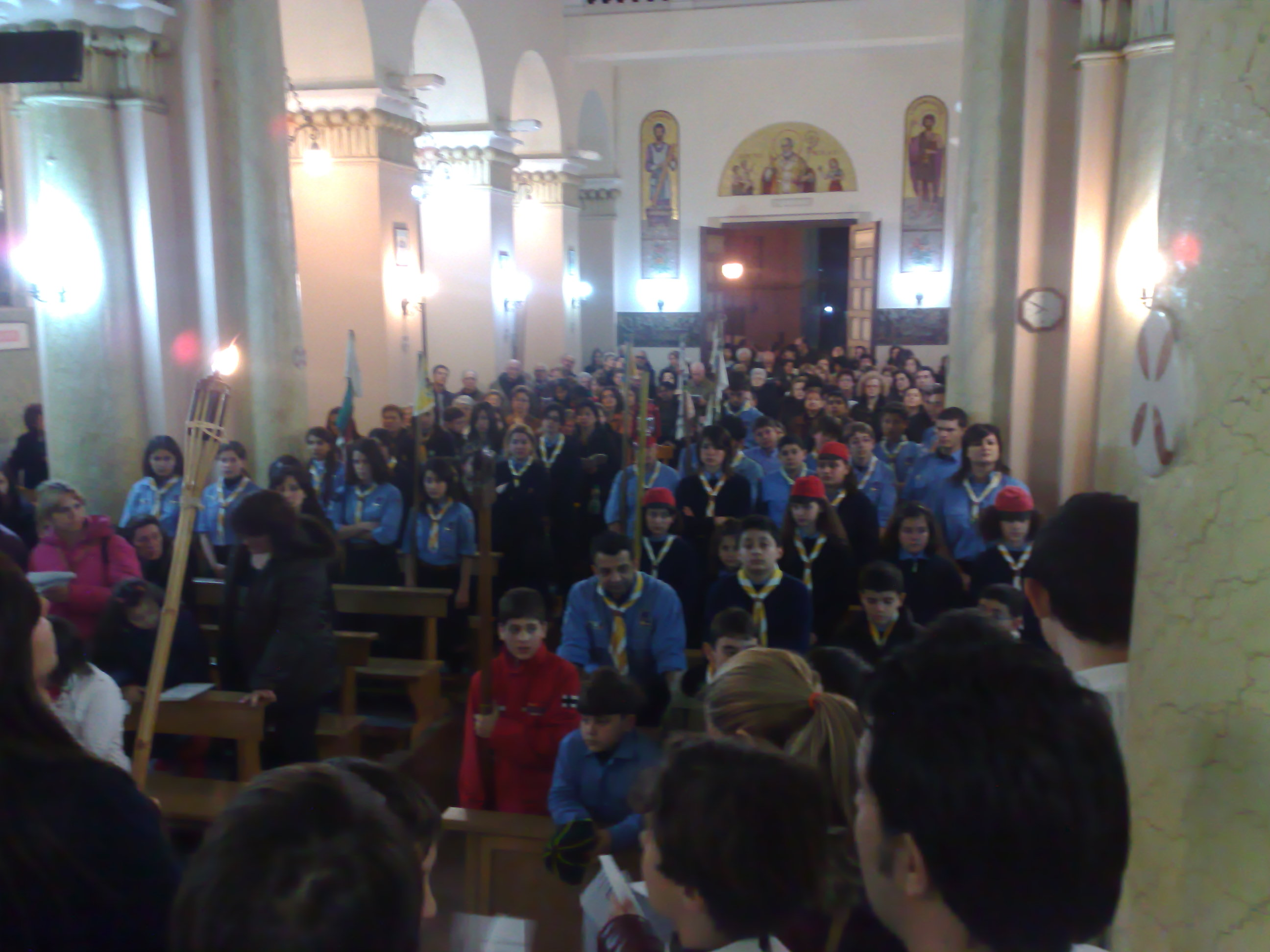
Veduta della navata centrale dall'altare

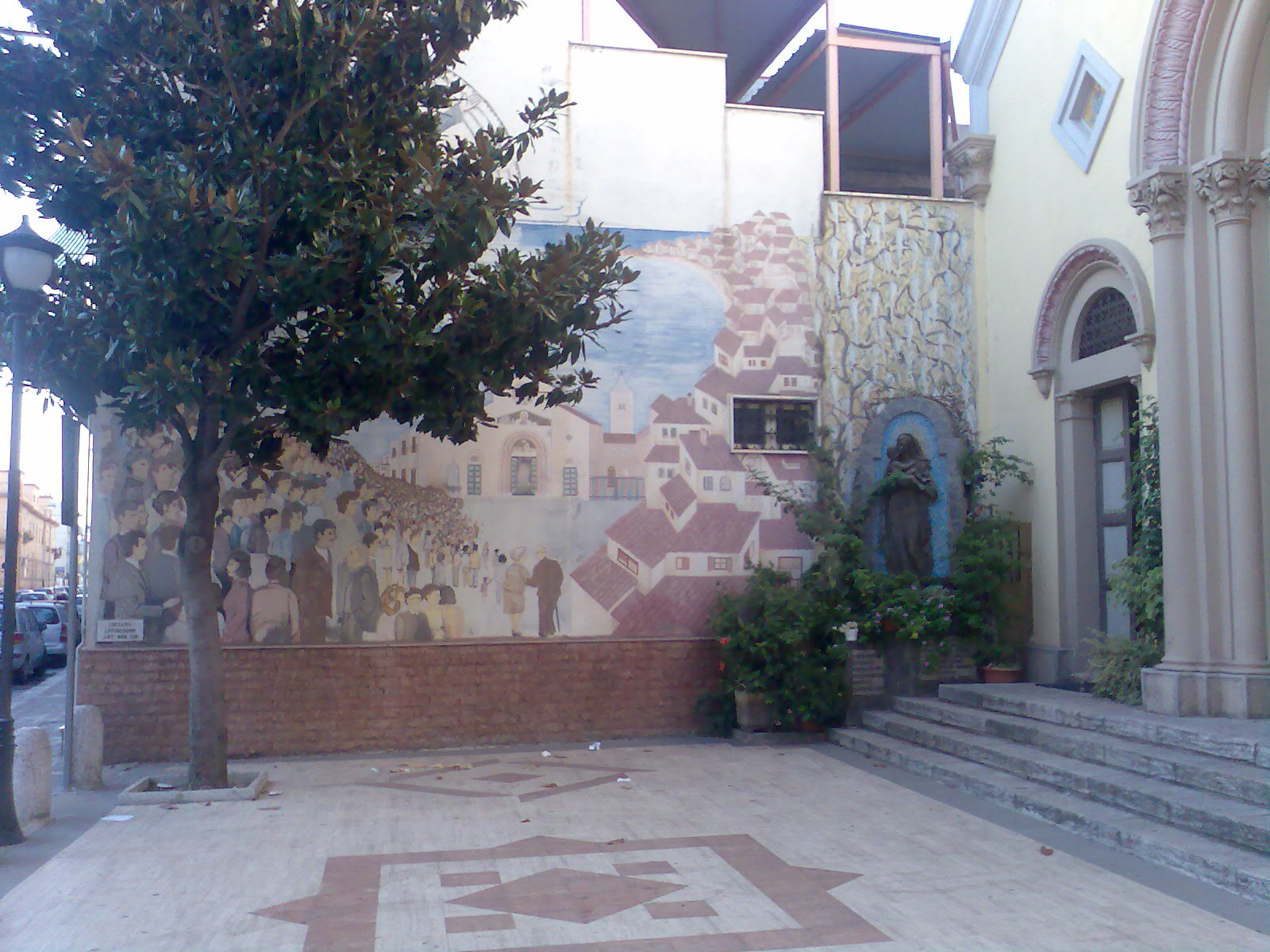
La piazza con il murale

La chiesa di Santa Maria di Loreto, nota anche come chiesa del Loreto, è una chiesa di Reggio Calabria che sorge nel quartiere di Sbarre, in via Sbarre Centrali.
La festa titolata è il 10 dicembre.

## Storia
La prima chiesa della Madonna di Loreto venne costruita a Sbarre, in contrada Ceci, nel 1579.
La seconda chiesa venne costruita sulla prima, danneggiata seriamente dal terremoto del 1783. Fu distrutta dal terremoto del 1908. La parrocchia si radunò per il culto prima nella chiesa di San Pietro, dal 1910 in una baracca e poi, negli ultimi tempi, alla chiesa della Graziella.
La terza chiesa (quella attuale) iniziò ad essere costruita nel 1926. Essa venne benedetta e aperta al culto nel 1929, ma ufficialmente venne inaugurata il 28 ottobre 1930.

## Descrizione

### Arte e architettura
Lo stile, simile al romanico dell'Italia meridionale, si articola in sobrie decorazioni. Numerosi mosaici raffiguranti i santi della Chiesa cattolica sono posti sui pilastri di sostegno della chiesa. 
I tre altari originali, col fonte battesimale, sono opera di Concesso Barca. I lavori in ferro battuto vennero eseguiti da F. Majone.
La chiesa misura 26 metri di lunghezza per 14 metri di larghezza.

### Organo a canne
L'organo a canne della chiesa è stato realizzato dalla ditta Michelotto di Albignasego (Padova) nel 1996. Lo strumento possiede 44 registri e circa 2500 canne, distinte in due corpi separati. La consolle, con tre tastiere a 58 tasti e pedaliera a 32 note, è a trasmissione elettrica ed è collocata nel transetto destro.

## Altre chiese della Parrocchia
- Chiesa di San Pietro
- Chiesa della Graziella